# 開放政策
开放政策（直译：「开放性」或「公开性」）是时任苏共中央总书记的戈尔巴乔夫在1985年提出的改革开放政策。
在19世紀末的俄羅斯帝國中，該術語特別與司法制度的改革相關，其中包括允許新聞界和公眾參加審判的改革。 在1980年代中期，該術語被戈巴契夫用作政治口號，以宣傳並提高蘇聯政府的透明度。

## 開放政策

### 目的
戈巴契夫推出開放政策，旨在向反對他改革經濟的苏联共产党保守派施加壓力。他希望通過一系列的開放政策、辯論及參與，蘇聯民眾會支持他推出的經濟改革。

### 持不同政見者
1965年12月5日，格拉斯諾斯特集會在莫斯科舉行，這被認為是蘇聯民權運動興起的關鍵事件。廣場上的抗議者要求接觸尤里·馬爾科維奇·丹尼爾與安德烈·西尼亚夫斯基，並要求「開放」（гла́сность），即允許公眾，獨立觀察員和外國記者參加審判。這種反對封閉審判的抗議在後斯大林時代一直持續。

### 戈巴契夫
1986年，戈巴契夫和他的顧問們以開放政策作為政治口號，並加上晦澀的「perestroika」一詞，以喚起該詞在歷史和當代的共鳴。
一些批評家，特別是在法律改革者和持不同政見者中，批評者認為蘇聯當局的新口號含糊其辭，是替代基本自由的有限選擇。開放政策國防基金會主席阿列克謝·西蒙諾夫（Alexei Simonov）對這一術語進行了批判性的定義，暗示它是「一隻烏龜正在向言論自由邁進」。

## 開放範疇
西方社會視該開放政策與言論自由有關，其實政策主要目的是增加國家管治的透明度，讓民眾參與討論，打破以往由小部分政府幹部(аппара́тчик)控制經濟的局面。通過檢討過往和現時的錯誤，戈爾巴喬夫期望蘇聯民眾會支持諸如經濟改革等措施。 
人民獲得新的自由，例如更大程度的言論自由。這對蘇聯政制是一大突破，因為言論操控和打遏批評者一直是蘇聯政體的核心部分。傳媒獲得更大自由，在1980年代末，針對蘇聯政府、甚至戈爾巴喬夫着意保存的列寧主義的抨擊與日俱增。人民變得勇於表達對政府不滿，甚至反對政府。
開放政府的確增加了言論自由，但產生的效果遠超戈爾巴喬夫所預期，最終埋下了蘇聯倒台的伏筆。

## 影響
放寬新聞檢制使蘇聯共产黨内以叶利钦为代表的激进改革派逐漸控制了国有新聞媒體。不久，媒體開始揭露嚴重的社會和經濟問題，使政府異常尷尬。長期被隱瞞的問題如惡劣居住環境、糧食短缺、酗酒、污染等問題浮上水面，並廣泛討論。
雖然斯大林被赫鲁晓夫詬病大搞個人崇拜，斯大林迫害人民的情況仍是禁忌。但隨着開放政策的推行，人民開始對斯大林的惡行有更深的了解。實況與政府宣傳的美好生活大相逕庭，人民對蘇聯體制的信心開始動搖。
政治的開放產生意料之外的效果。在苏联加盟共和国的地區議會選舉中，民族主義者大獲全勝。由於戈爾巴喬夫已將內部的政治挾制削弱，蘇聯中央政府對加盟共和國的操控已大不如前。1980年代，各加盟國要求獨立的聲音加大，尤其是1940年才併入蘇聯的波罗的海国家如愛沙尼亞、立陶宛和拉脫維亞。乌克兰苏维埃社会主义共和国、格鲁吉亚苏维埃社会主义共和国和阿塞拜疆苏维埃社会主义共和国的民族主義亦開始抬頭。
1980年代中期起，波羅的海國家利用改革賦予的權利，保護自己國家的環境和歷史文物，其後更據理爭取主權和獨立。當這些國家面對外來威脅時，莫斯科態度曖昧，没有會力協助。其他加盟共和國亦越見離心，在俄羅斯領袖葉利欽的推动下，波罗的海國家相繼爭取主權。
民族主義抬頭亦使種族衝突更加激烈。1988年2月，阿塞拜疆苏维埃社会主义共和国境內納戈爾諾-卡拉巴赫地區佔大多數的亚美尼亚人，該區通過決議要求與亚美尼亚苏维埃社会主义共和国統一。當地人襲擊阿塞拜疆人的情況在電視上直播，引起阿塞拜疆苏盖特屠杀亚美尼亞人的事件。

在開放政策下，蘇聯居民與西方世界尤其美國的接觸增加。例如，海外旅遊的限制放寬，促進了商業和文化交流。在蘇聯有廣泛人脈網絡的美國人亨利·达金在加州达金大厦接待了不少蘇聯訪問團：
1980年代後期，戈爾巴喬夫的開放政策及經濟改革，促成了蘇聯的瓦解。达金在达金大厦接待了不少蘇聯外訪團，促進了美蘇交流。受惠的包括一些交流中心。通過這些團體，逾1000名美國人訪問蘇聯，逾100個蘇聯人訪問美國。
戈爾巴喬夫推出計劃以改革蘇聯的目標並未實現。數以千計的政治犯和異見份子被釋放。1991年，八一九事件失敗，叶利钦控制所有蘇聯在俄羅斯境內的軍隊，蘇聯解體。